# Ꜫ
El Ꜫ (mayúscula: Ꜫ, minúscula: ꜫ) o llamado pequeño tres o tresillo es una letra de varios alfabetos mayas coloniales en el alfabeto latino que se baso en el dígito 3 . Fue inventado por un fraile franciscano , Francisco de la Parra , en el siglo XVI para representar la consonante eyectiva uvular / qʼ / que se encuentra en las lenguas mayas , y se conoce como una de las letras de Parra . En forma cursiva, el tres pequeño suele escribirse como ⟨c ̑ ⟩ .
Como ejemplo de uso, la palabra fuego en el idioma kaqchikel , qʼaqʼ , se escribe ꜫaꜫ en la ortografía parra.

## Codificación
| Carácter      | Ꜫ                             | Ꜫ                             | ꜫ                           | ꜫ                           |
| ------------- | ----------------------------- | ----------------------------- | --------------------------- | --------------------------- |
| Unicode       | LATIN CAPITAL LETTER TRESILLO | LATIN CAPITAL LETTER TRESILLO | LATIN SMALL LETTER TRESILLO | LATIN SMALL LETTER TRESILLO |
| Codificación  | decimal                       | hex                           | decimal                     | hex                         |
| Unicode       | 42794                         | U+A72A                        | 42795                       | U+A72B                      |
| UTF-8         | 234 156 170                   | EA 9C AA                      | 234 156 171                 | EA 9C AB                    |
| Ref. numérica | &#42794;                      | &#xA72A;                      | &#42795;                    | &#xA72B;                    |

## véase también
- Lenguas mayenses

- Ꜭ